# Banca Popolare di Milano
Il Gruppo Banca Popolare di Milano S.c.r.l. è stato l'ottavo gruppo bancario in Italia per capitalizzazione - il quinto tra gli istituti popolari - fino al 1º gennaio 2017, quando si fuse con il Banco Popolare per costituire il Banco BPM.
Un momento prima della fusione gli sportelli della società più importante del gruppo, la Banca Popolare di Milano, che fino ad allora era stata una società cooperativa a responsabilità limitata (fondata a Milano nel 1865), vennero scorporati a favore della Banca Popolare di Mantova che adottò la nuova denominazione di Banca Popolare di Milano S.p.A., banca interamente controllata dalla nuova capogruppo Banco BPM S.p.A. che esercitava le funzioni di direzione e coordinamento.
Al 31 dicembre 2016, il gruppo Banca Popolare di Milano poteva contare su un organico di 7 673 dipendenti, oltre 1 400 000 clienti (di cui quasi l'89% privati) e una raccolta diretta e indiretta, rispettivamente di 36 471 e 32 625 milioni di euro.
Lo sviluppo su base nazionale era stato raggiunto negli ultimi decenni del XX secolo, grazie a numerose acquisizioni e accordi con altri istituti di credito.

## Storia
La Banca Popolare di Milano nacque con l'intento di creare una cooperativa di credito capace di assicurare ai propri soci una sostenibilità e una competitività di fronte alla crescente forza dell'alta borghesia nella crescita industriale che caratterizzava la fine dell'Ottocento nel capoluogo lombardo.
La caratteristica popolare, che già aveva avuto successo in Germania e in Belgio, fu sicuramente ispiratrice per la vicina Banca Popolare di Lodi di Tiziano Zalli, amico del fondatore di BPM, Luigi Luzzatti. Lo stesso Zalli si disse affascinato dal testo di Luzzatti: "La diffusione del credito e le banche popolari" del 1863, fonte di spunti per la nascita della prima banca popolare italiana, la Banca Mutua Popolare Agricola di Lodi.

### Il comitato promotore della banca
Fu proprio Luzzatti, il 28 ottobre 1864 a comunicare a Zalli l'esistenza a Milano di un comitato promotore per una banca popolare cittadina. Il comitato nacque da una precedente commissione, istituita dall'allora sindaco Antonio Beretta con il compito di promuovere la creazione di una nuova azienda bancaria, denominata "Compagnia del credito sul lavoro di Milano". La compagnia si sciolse poco dopo, ma lasciò in Luzzatti (responsabile della stesura del programma) l'idea che un istituto popolare fosse pronto a nascere sul suolo meneghino.
Solo nel febbraio del 1865 si riuscì a nominare un consiglio di amministrazione provvisorio composto dallo stesso Luzzatti, oltre a Francesco Viganò, Aristide Gabelli, Alessandro Romanelli, Luigi Bossi, Giovanni D'Italia, Filippo Binda, Giovanni Spertini, Giuseppe Brusadelli, Giovanni Battista Colombo, Giacomo Cattadori oltre ad un certo Tresoldi (di cui non si hanno altre notizie).

### Le prime assemblee e la fondazione

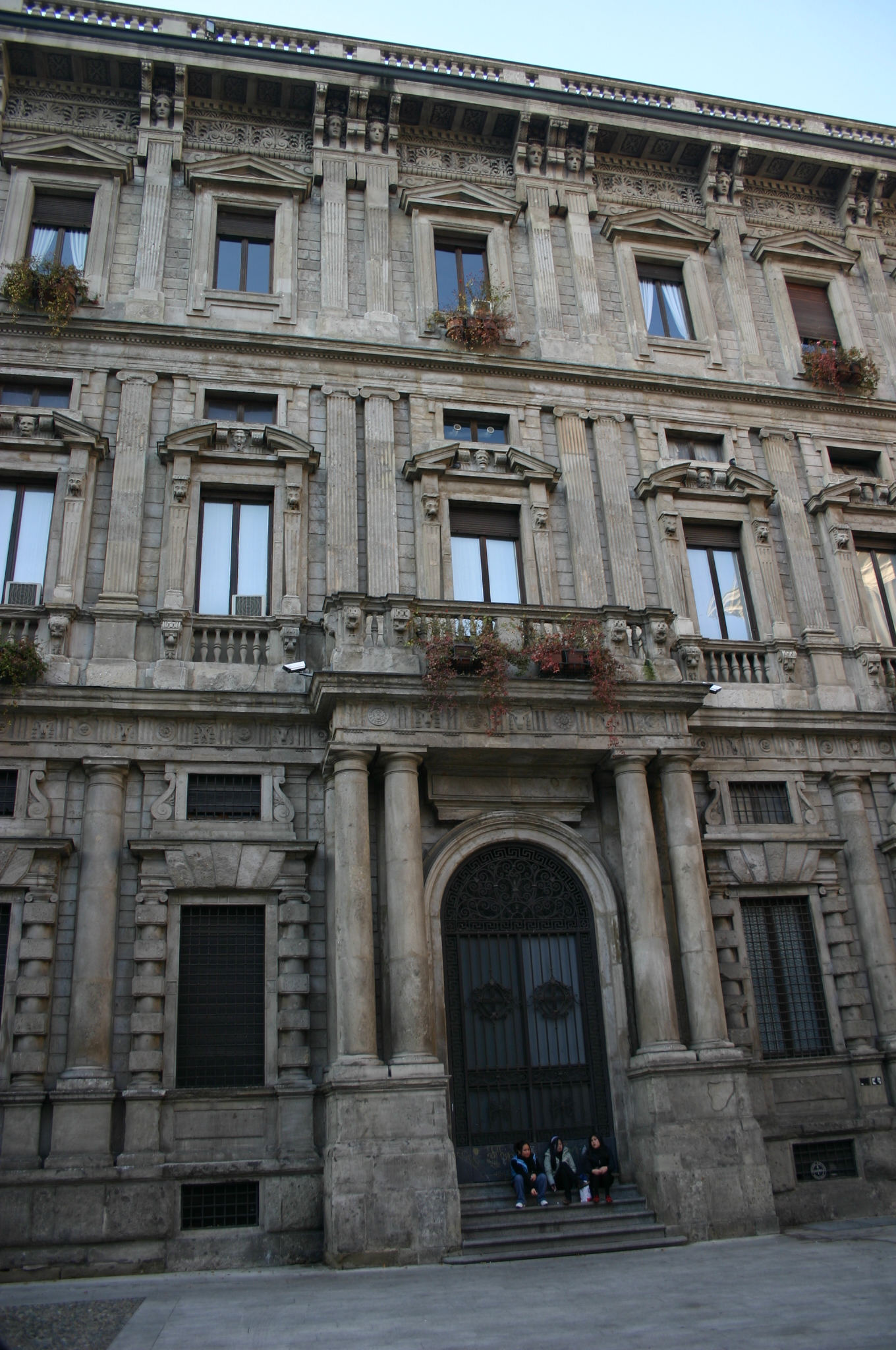
Palazzo Marino, qui nel 1865 fu costituita la Banca Popolare di Milano

Il 3 agosto 1865, in un'assemblea a cui presero parte 350 cittadini di ogni ceto, si preparò l'istituzione della Banca Popolare di Milano e del suo statuto. Luigi Luzzatti convocò il 21 agosto dello stesso anno la prima assemblea straordinaria, alla quale parteciparono 184 soci. Il 7 dicembre 1865 in una sala di Palazzo Marino si svolse l'ultima assemblea preparatoria e nella stessa sede, il 12 dicembre il notaio Girolamo Corridori redasse l'atto di costituzione della Società Anonima a Responsabilità Limitata denominata Banca Popolare di Milano e autorizzata con decreto reale n. 1710 del 23 del medesimo mese.

### L'avvio dell'attività creditizia

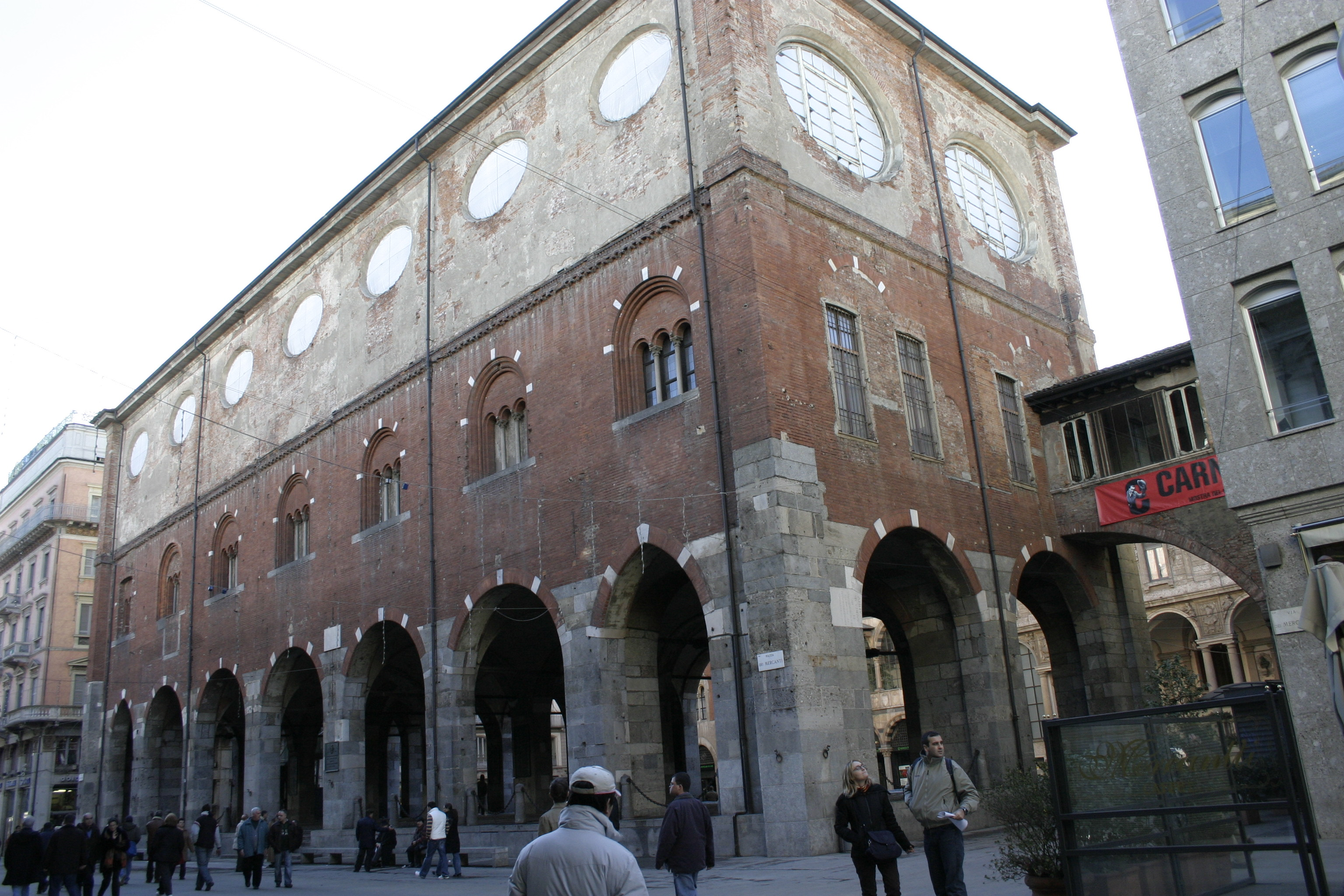
Palazzo della Ragione, in un locale al suo interno fu ospitata la prima sede della banca, dal 1866 al 1870

L'attività creditizia ebbe inizio ufficialmente il 25 gennaio 1866, grazie all'apporto di 404 soci che avevano sottoscritto 1086 azioni per un capitale di 56 000 Lire. Lo statuto prevedeva un limite massimo di 50 azioni per ciascun socio ad un prezzo di 50 Lire cadauna, pagabili anche ratealmente.
Il primo anno di attività si ebbe grande interesse intorno alla neonata Banca, tanto che si raccolsero 700 nuove domande di associazione, e che fecero salire il capitale sociale (quasi interamente versato) a 220 000 Lire ed accantonarne altre 8 000 per le riserve. La crescita negli anni successivi, fu costante e dopo i primi cinque anni di attività si raggiunsero eccellenti risultati: 2 500 soci possedevano 29 706 azioni con un capitale interamente versato, salito a 1 500 000 di Lire.

### L'importanza dell'anima popolare
I grandi risultati raggiunti nelle fasi iniziali erano dovuti soprattutto ai notevoli capitali provenienti dell'alta borghesia milanese, e questo aveva aumentato di fatto il distacco tra una minoranza dei soci appartenenti ai ceti operai e una maggioranza formata dalla borghesia imprenditoriale e aristocratica all'interno dell'azionariato. Il legame con le fasce più deboli dell'economia cittadina fu, fin dall'inizio, uno dei capisaldi dell'attività della Banca Popolare. Si capì subito che la classe operaia non era abituata al credito: lo evitava temendo di indebitarsi o ne abusava utilizzando male questa possibilità. Fu così deciso di porre un limite al voto capitario (sancito dall'art. 11 dell'allora statuto, oggi diventato art. 13), utile a costituire una buona garanzia per i soci meno abbienti.

### Il credito agricolo
Le difficoltà riscontrate dall'attività agricola erano ben note al fondatore Luzzatti, che fu il primo a richiedere alla Banca Popolare uno sviluppo in questo senso. In seguito all'Unità d'Italia le campagne erano in una situazione tutt'altro che favorevole: la cronica difficoltà nel recuperare i capitali utili ad ammodernare le macchine agricole era accentuata dagli alti interessi applicati sui Titoli di stato che favorivano la fuga degli investimenti dalle campagne. Questo, unito alla rivoluzione industriale fecero precipitare le capacità economiche dei contadini, che dovevano spesso affidarsi all'usura per sostenere la propria attività. Solo il Monte frumentario veniva loro in aiuto.
La vicina Banca Popolare di Lodi fu il primo istituto ad accorgersi di questo settore e ad istituire nuove filiali vicine alle realtà contadine, fuori dalle mura cittadine. L'interesse di BPM però, era quello di non instaurare nuove agenzie ma di concentrare tutta l'attività sull'unica sede milanese, contando sulla centralità del capoluogo Lombardo per l'attrazione di capitali nazionali ed esteri. La vicina Cassa di Risparmio delle Provincie Lombarde aveva seguito una strategia più decentralizzante con la nascita di nuove filiali, restando però lontana dal credito agricolo privilegiando i mutui ipotecari e i titoli pubblici.
La Banca Popolare di Milano nella persona del suo fondatore, offrì la propria disponibilità per entrare nel settore del credito agricolo. L'amministrazione però e soprattutto il nuovo presidente, Lisiade Pedroni decisero di rinunciare all'apertura verso il settore primario, lasciando aperta la porta per la nascita di un nuovo istituto di credito specializzato: la Banca Agricola Milanese. Nell'anno 1874 fu fondata la banca con la quale BPM strinse subito stretti accordi di collaborazione, che sfociarono poi nella completa acquisizione del 1997.

### La definitiva consacrazione
Durante la lunga presidenza di Lisiade Pedroni la banca raggiunse la definitiva consacrazione a protagonista di grande successo tra gli istituti di credito popolari in particolare e commerciali in generale. Verso gli inizi del 1870 si ebbe un generale aumento della produzione, soprattutto nei grandi centri settentrionali, Milano su tutti. Il risveglio dell'economia accentuò la crescita bancaria che si trasformò in un vero e proprio boom con la nascita di nuovi e numerosi istituti di credito. In questo clima di fiducia la Popolare di Milano fece la parte del leone registrando nuovi record per la giovane azienda meneghina: i depositi in conto corrente passarono da 3 milioni del 1870 a 14 milioni del 1872 ponendo la banca al secondo posto nella capacità di raccolta di risparmio, dietro solo alla Cassa di Risparmio delle Provincie Lombarde. La Cariplo era in effetti leader del mercato con una raccolta di 214 438 000 Lire, un risultato raggiunto soprattutto grazie alla presenza delle diverse agenzie sul territorio, in contrapposizione con quanto scelto dalla Popolare che fino ad allora non aveva aperto altri sportelli oltre quello della sede cittadina.
La nuova forza di BPM le consentì di superare brillantemente la crisi del 1873 che costò cara a molti altri istituti bancari. Fu proprio per superare questa crisi che la banca istituì, così come già fatto proprio dalla Cariplo, i Libretti di risparmio al portatore, una nuova modalità di gestione del risparmio che consentiva alla banca di raggiungere anche i ceti meno agiati, che più erano diffidenti nei confronti dei conti correnti.

### Le prime agenzie

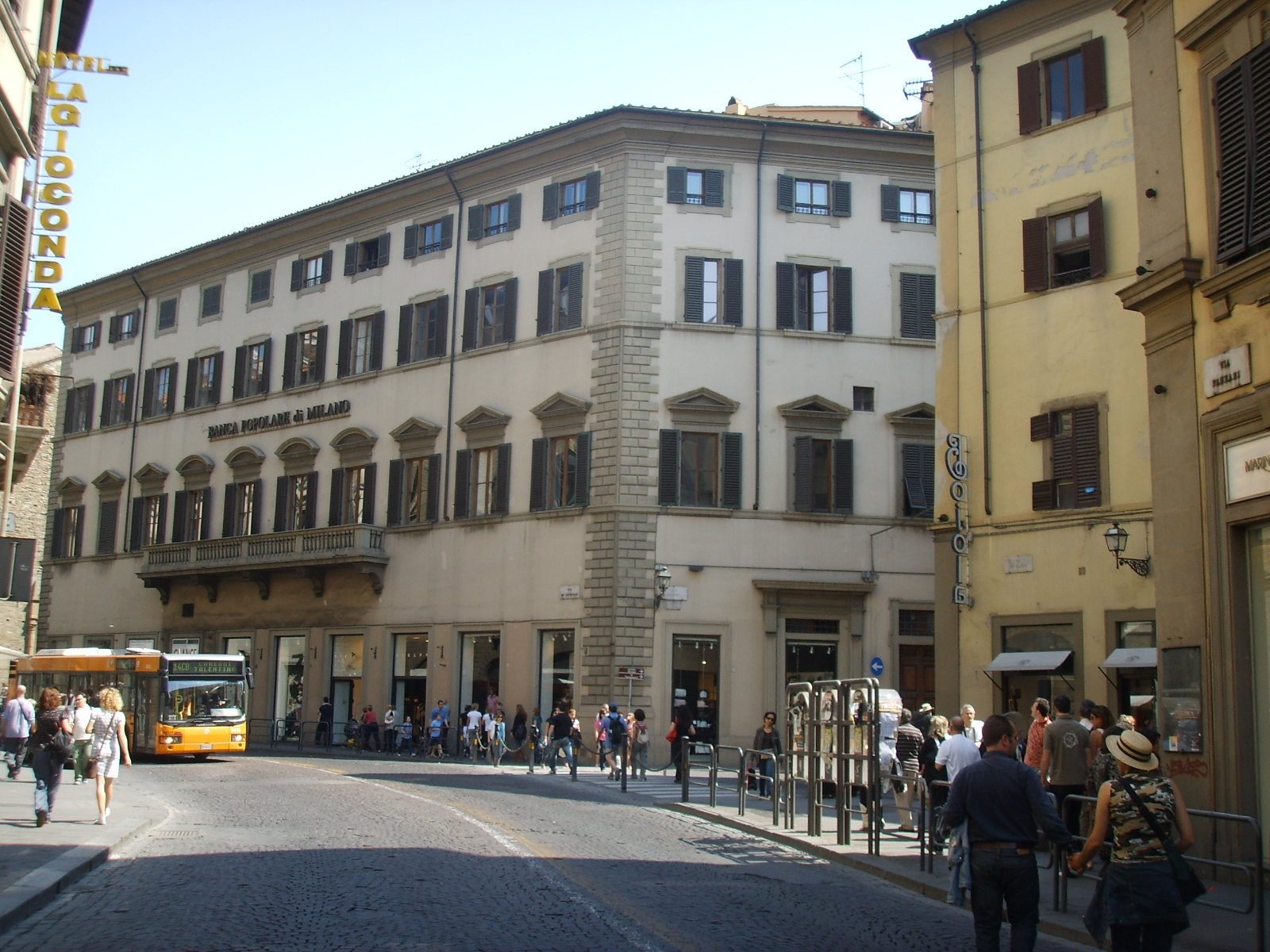
Agenzia di Firenze, Palazzo delle Cento Finestre

Agli inizi del 1880 iniziò a maturare l'idea di aprire nuove filiali sul territorio comunale, così da essere più vicini ai piccoli operai e ai commercianti, che più facilmente avrebbero potuto raggiungere l'agenzia più vicina, senza dover distogliere troppo tempo dal proprio lavoro per raggiungere l'istituto centrale. L'avventura però non iniziò con i risultati sperati: le prime due agenzie sorsero nel 1881 all'interno dei quartieri di Porta Genova e Porta Ticinese, ma dopo soli due anni di attività, nel 1883 l'amministrazione decise di chiuderle.
Questa esperienza segnò in maniera indelebile il futuro di Banca Popolare di Milano: da quel momento in poi il Consiglio di amministrazione si rivelò sempre contrario all'apertura di nuove agenzie nella città. Si dovranno aspettare quasi trent'anni per vedere un'inversione di tendenza: solo nel 1909 la dirigenza prese in considerazione la possibilità di inaugurare nuove filiali. Sulla scia di altre grandi banche che avevano da tempo percorso questa strada, la Popolare scelse inizialmente di aprire un'agenzia fuori dal comune milanese: Sesto San Giovanni poteva essere uno snodo strategico, con i suoi 12 000 abitanti e i grandi stabilimenti industriali, la nuova succursale avrebbe potuto attirare interessanti capitali per la banca.
L'istituto, che in quel periodo era la più grande banca popolare italiana, aveva molta fiducia sulla strategia centralizzante che fino ad allora aveva riscosso così tanto successo e non vedeva di buon grado l'apertura di nuovi sportelli che in passato erano costati sfortunati investimenti. Solo nel 1911, sotto la presidenza di Francesco Mira (1911-19), l'istituto riuscì a promuovere la creazione di un'unica nuova agenzia: era il 1º agosto 1911 e la nuova agenzia di Porta Vittoria (Milano, via F.lli Bronzetti, angolo C.so XXII Marzo) diede inizio alla ramificazione delle attività creditizie della Banca Popolare di Milano. Questa nuova avventura si rivelò subito molto promettente: già sul finire del 1913 la dirigenza poté annunciare l'apertura di oltre 400 nuovi conti e una rimanenza di 1,3 milioni di lire.

### La grande guerra
La continua crescita e la costante espansione che fino ad allora avevano caratterizzato la vita di BPM furono per la prima volta messi seriamente in discussione da un evento tanto generale quanto catastrofico: la prima guerra mondiale. Era il 4 agosto 1914 e già da una settimana le principali piazze borsistiche avevano dato forti segni di nervosismo, registrando ingenti perdite e trascinando con sé anche le nazioni che inizialmente si erano dichiarate neutrali, come gli Stati Uniti e la stessa Italia.
L'introduzione della scontata moratoria, provocò un repentino quanto atteso calo dei depositi, che passarono in un solo mese, da 62 a 54 milioni di Lire nel settembre del 1914. Di lì a poco Milano si sarebbe trovata al centro di una frenetica produzione industriale, spinta dall'eccezionale domanda dello Stato che, per far fronte all'enorme sforzo bellico, necessitava di continui approvvigionamenti di mezzi ed armi oltre ad un importante investimento per l'evoluzione tecnologica. La domanda aggregata poteva così restare su alti livelli, per lo più in una piazza come Milano dove la Banca Popolare godeva di grande fiducia nei confronti dei cittadini e dei principali investitori.
Il primo cinquantenario (1865-1915) non fu naturalmente festeggiato, ma nonostante l'ingresso in guerra dell'Italia, il totale dei depositi riprese la sua ascesa, arrivando a 80 milioni nel 1917 e a 90 milioni nel 1918.
L'ultimo anno di guerra portò una ventata di ottimismo all'economia italiana e la tanto attesa pace portò una nuova crescita per la Banca Popolare che vide salire i depositi a 108 milioni di Lire. La fine della guerra però provocò un aumento dell'inflazione causato dalla ripresa della circolazione del denaro. Questo, unito al debito pubblico, all'indebolimento della Lira nei confronti delle altre valute forti, al calo del potere d'acquisto e all'aumento del costo delle materie prime resero comunque difficile il periodo post bellico.
Nel contesto economico italiano ed occidentale, la Grande guerra fu l'occasione per l'emancipazione della donna e l'ingresso nel mondo del lavoro. La Banca Popolare di Milano aveva già intrapreso questa strada da qualche anno: nel febbraio del 1911 l'incremento del lavoro d'ufficio fu l'occasione per aprire le porte della professione bancaria al gentil sesso. Per la prima volta nella storia di BPM, il direttore dell'unica agenzia fu autorizzato ad assumere personale femminile.

### BPM e il fascismo
Durante la Marcia su Roma e la conseguente ascesa al potere del Partito Nazionale Fascista, a capo della Banca Popolare di Milano c'era Filippo Meda, al quale venne poi intitolata la piazza nella quale sorge l'attuale sede meneghina della banca. Proprio a Meda si deve l'introduzione della quota di utile destinata ai dipendenti (pari al 10%), nelle modifiche apportate allo statuto il 6 febbraio del 1920. Filippo Meda era un personaggio di primo piano del movimento cattolico italiano e aveva già ricoperto cariche istituzionali nei precedenti governi; questi aspetti, uniti alle critiche avanzate dallo stesso Meda nei confronti della politica monetaria del partito fascista incrinarono definitivamente i rapporti tra la Banca Popolare e il governo del Duce. Si arrivò così alle dimissioni avanzate da Meda e rientrate solo dopo l'intervento del fondatore nonché presidente onorario Luigi Luzzatti.
Proprio in quei giorni però, il 29 marzo 1927 si spense a Roma il Deus ex machina di BPM: Luigi Luzzatti. La scomparsa del punto di riferimento dell'allora dirigenza favorì l'allineamento della banca con le direttive del partito fascista: Meda infatti si allontanò dall'amministrazione ed evitò di partecipare all'assemblea che elesse a nuovo presidente Giuseppe Borgomaneri. Altri esponenti vicini all'ideologia fascista salirono ai vertici della Banca Popolare, come il vice presidente Ulisse Gobbi e altri cinque consiglieri. L'ascesa fascista alla direzione di BPM fu completata con le dimissioni del direttore generale, Gerolamo Pirinoli (da sempre vicino a Meda) sostituito da Arnaldo Dini.

### La crisi del 1929
Dalla seconda metà degli anni venti la situazione economica italiana era entrata in una fase di stallo: diversi erano i motivi della stagnazione tra i quali l'introduzione della cosiddetta quota 90 concorreva ad un generale calo della produzione e ad un preoccupante abbassamento dei salari. Sul finire di quel decennio, la crisi del 1929 che paralizzò l'economia americana, trascinò con sé dapprima i paesi che avevano richiesto un aiuto economico da parte degli States, come Gran Bretagna, Austria e Germania, e poi coinvolse anche Francia e Italia. I primi anni trenta avevano portato sul baratro molte grandi industrie e con loro, tutti gli istituti di credito caratterizzati da ampie partecipazioni in queste aziende. Solo l'intervento dell'IRI, così come previsto dalle teorie keynesiane, salvò le grandi banche come la Banca Commerciale Italiana, il Credito Italiano e il Banco di Roma, mentre tutti gli altri piccoli istituti bancari perirono.
La Banca Popolare di Milano non aveva mai scelto la strada dell'investimento nelle grandi attività industriali e risentì quindi in maniera relativa della crisi. Ci fu comunque una riduzione dei depositi di 5 milioni (saliti a 10 milioni alla fine del '33) e per la prima volta, la banca si era trovata ad affrontare un problema di liquidità.
Nell'area milanese, oltre alla Popolare anche la Cariplo, la Banca Agricola Milanese, la Banca Cesare Ponti (oggi parte del Gruppo Carige), la Banca Bellinzaghi (acquisita nel 1983 dal Credem) riuscirono a salvarsi dal fallimento o dall'acquisizione da parte dello Stato.

### La nuova sede della banca
È in questo periodo di crisi e di decelerazione che la Popolare di Milano ebbe la forza di portare avanti e concludere un progetto iniziato quasi 10 anni prima: la realizzazione della nuova sede cittadina della banca. Gli studi per la nuova sede iniziarono già nel 1923 e furono affidati a una commissione guidata dal consigliere Enrico Belloni e due anni dopo, i lavori di progettazione furono affidati all'architetto Giovanni Greppi.
- Palazzo Carmagnola (1866-1870)
- Palazzo dei Giureconsulti in P.zza Mercanti (1870-1872)
- Palazzo Corio-Casati in Via S.Paolo (1872-1931)
- Palazzo in P.zza Meda (1931-oggi)

Per costruire la nuova sede della banca, sita in piazza Francesco Crispi (oggi piazza Filippo Meda) furono demoliti diversi palazzi, atto necessario per lasciare spazio ai 3650 m² utili al salone centrale e agli uffici posti sopra di esso.
Lo stabile, che ancora oggi è la sede ufficiale e storica di Banca Popolare di Milano, nonché base dell'agenzia 0, fu concluso nel 1931 ed inaugurato l'8 dicembre dello stesso anno.

### La seconda guerra mondiale
Prima della seconda guerra mondiale il regime fascista aveva imposto severi limiti sulla diffusione territoriale delle banche popolari, che avrebbero dovuto rimanere all'interno della provincia di fondazione, senza poter quindi aprire nuovi sportelli nelle province limitrofe. Sull'orlo del baratro della più grande guerra mai combattuta dall'umanità, BPM pagò, come tutte le aziende italiane dell'epoca, il suo prezzo nei confronti del conflitto. Già nel 1941 80 impiegati furono chiamati alle armi e si pensi che in quegli anni l'organico della banca non raggiungeva le 800 unità.
È in questo periodo che, nonostante tutto, ci fu una proficua rivoluzione del personale bancario: 301 persone furono assunte durante la guerra, di cui il 43,5% di sesso femminile. Alcune di queste, il 28%, furono chiamate dalla banca per sostituire i mariti al fronte. È in questi anni che si allunga la durata del servizio bancario, i neo assunti del periodo bellico e post bellico saranno i futuri dirigenti e quadri che condurranno al meglio la banca durante il boom economico, portando l'istituto di credito meneghino ad essere uno dei maggiori protagonisti nel panorama prima settentrionale e poi nazionale.
Durante la guerra, i bombardamenti del 24 ottobre 1942 distrussero le agenzie di via Principe Umberto e del Macello. Già da qualche anno però la Banca Popolare si era adoperata per evitare la perdita di dati e soprattutto di valori durante il conflitto: dal 1939 i contenuti dei mezzi forti erano stati trasferiti in località più sicure ed erano stati presi provvedimenti in tal senso per il loro trasferimento. Dal 1940 una seconda contabilità era mantenuta e aggiornata in una provincia lontana e la sede centrale aveva subito delle ingenti opere di rafforzamento e protezione delle strutture che avrebbero dovuto assorbire pesanti vibrazioni dovute ai bombardamenti alleati.
Nel periodo bellico la scarsa diffusione delle banconote spinse la Popolare, come molti altri istituti di credito, a stampare su carta filigranata dei particolari assegni circolari da 50, 100 e 250 Lire. La crisi però, non riguardava solo l'insufficiente circolo del danaro, ma anche e soprattutto la fuga delle grandi industrie, la chiusura dei negozi e la sospensione della maggior parte delle attività commerciali. È in questo periodo di difficoltà che la banca acquisì il servizio di tesoreria per alcuni comuni ed enti della provincia di Milano e Varese, oltre alla gestione dei valori bollati iniziata nel 1940 assieme alla Cariplo. Servizio di tesoreria che ai giorni nostri continua in concomitanza con l'erede della Cassa di Risparmio: Intesa Sanpaolo.
Nonostante la crisi bellica, alla fine della seconda guerra mondiale la Banca Popolare di Milano poteva contare su 33 agenzie e 5 filiali, oltre 31 000 soci possedevano 1 360 000 azioni per un capitale di 68 miliardi di Lire. Delle 33 agenzie, ben 13 erano fuori dal comune di Milano: nella provincia si trovavano a Magenta, Vittuone, Magnano, Rho, Novate, Varedo, Meda, Macherio, Cusano Milanino e Sesto San Giovanni; nella provincia di Varese c'erano Cavaria, Cassano Magnago e Saronno. Il tessuto urbano era ormai profondamente cucito all'anima della Banca Popolare e più di un terzo dei cittadini milanesi era cliente della banca.

### La prima acquisizione: la Banca Popolare di Roma
Dopo aspre lotte interne alla Popolare di Milano, l'istituto accolse un radicale cambiamento di rotta della politica di crescita dell'istituto: la banca infatti aprì molti sportelli (in contrapposizione con quanto fatto fino ad allora) e anzi iniziarono decise contestazioni nei confronti della Banca d'Italia che invece circoscriveva molto l'attività delle banche locali. L'istituto allora godeva di un'ottima liquidità e vedeva di buon grado un'espansione all'esterno della provincia meneghina. Dopo Varese, molto appetibile veniva considerata la provincia pavese e per la prima volta, si tentò di aprire un nuovo sportello fuori dalla Lombardia, a Genova, per cercare di essere di supporto ai clienti milanesi che sfruttavano molto il porto ligure per i propri affari. La crescita interregionale di BPM però iniziò decisamente più a sud, nella capitale.
I grandi limiti imposti dalla Banca d'Italia alle mire espansionistiche delle banche locali dell'epoca, obbligarono l'istituto milanese a puntare su obiettivi differenti per accrescere il numero delle dipendenze. Da una parte, potevano essere stretti accordi con istituti di credito complementari, come la Banca Agricola Milanese, la Banca Briantea ed il Credito Industriale Sardo. Dall'altra parte si potevano acquisire istituti bancari minori, soprattutto se in difficoltà finanziaria.
La Banca Popolare di Roma era un istituto di credito sorto nella capitale nel 1924 ed era l'unica banca popolare ad operare nella città. Era comunque una popolare anonima, la maggior parte del capitale infatti era nelle mani della società di assicurazioni INA, che aveva interesse nel trasformare la banca in una società per azioni. La forte opposizione dell'Associazione nazionale fra le banche popolari coinvolse BPM che intervenne acquisendo l'istituto capitolino, iniziando così con l'apertura del primo sportello Banca Popolare di Milano a Roma l'espansione nella capitale. Si riuscì così a salvare la difficile situazione dell'istituto popolare laziale, oltre a consentire a BPM di aumentare il proprio bacino d'utenza.

### Il miracolo italiano
La Banca Popolare di Milano si presentò alle porte del boom economico nel migliore dei modi: a metà degli anni cinquanta ci fu il sorpasso delle agenzie dislocate al di fuori del Comune di Milano: 34 contro le 31 sul suolo meneghino. La grande crescita industriale del periodo che coinvolse soprattutto Milano e la Lombardia, portò la banca a raggiungere i 200.000 clienti, un risultato di tutto rispetto per l'epoca, il numero e l'allocazione delle agenzie. La grande crescita della raccolta (aumentata di 40 miliardi nel solo 1961) consentì alla Popolare di centrare una nuova politica espansionistica, con l'apertura di centri nel milanese (a Lorenteggio, Lambrate e in piazza Maciachini) e soprattutto al di fuori del comune, a Bresso, Arese, Bollate, Cologno Monzese, Pioltello, Corsico, Parabiago e Cislago

### Gli accordi con altri istituti di credito
Dopo il fruttuoso acquisto della Banca Popolare di Roma, la Popolare di Milano capì che per evitare i limiti espansionistici imposti dalla Banca d'Italia le strade delle fusioni e degli accordi collaborativi con istituti di credito complementari potevano essere le uniche strade percorribili per ottenere una maggiore diffusione delle proprie dipendenze.
Sul finire degli anni cinquanta la Banca Popolare di Milano si vide costretta a realizzare, in tempi relativamente brevi, un salto dimensionale per evitare di rimanere incastrata tra due forze opposte ma ugualmente insidiose: la concorrenza della Cassa di Risparmio delle Provincie Lombarde, allora molto potente e le scalate industriali operate da grandi aziende milanesi del settore secondario su istituti di credito locali, quali la Banca Provinciale Lombarda e il Credito Commerciale, entrambe nelle mani della bergamasca Italcementi.

#### La Banca Agricola Milanese
Iniziò così un'operazione di acquisto delle azioni della Banca Agricola Milanese, che obbligò l'azienda fondata nel 1874 a scendere a patti con la dirigenza della Popolare di Milano, onde evitare una completa acquisizione. Prevalentemente diffusa nella provincia meridionale di Milano, l'istituto agricolo poteva essere un grande partner per la Popolare (la quale aveva fino ad allora aperto filiali nei comuni del Nord Ovest) che affinò un accordo suddiviso in quattro punti:
- Un unico centro meccanografico per entrambi gli istituti
- La necessità di consultazione per l'apertura di nuovi sportelli
- La costituzione di una centrale rischi univoca, alla quale accedere per la concessione di credito
- Un unico centro per la formazione del personale

#### La Banca Briantea
La Popolare di Milano individuò nel piccolo istituto cooperativo denominato Banca Briantea, un altro possibile quanto valido alleato alle mire espansionistiche della dirigenza di BPM. La collocazione delle loro filiali, così come l'attività, erano considerate complementari alla Popolare di Milano e così, anche per la Banca Briantea, vennero estesi gli stessi accordi già previsti nel patto con l'Agricola Milanese. La Popolare di Milano ebbe subito il controllo della maggioranza assoluta, una percentuale che oscillava tra il 60% e il 70%, senza mai sfociare in un completo assorbimento del piccolo istituto, operazione che venne effettuata molti anni più tardi.

#### L'acquisizione della Mobiliare Milanese
Per raggiungere una completa fusione delle tre banche meneghine, la Popolare di Milano acquisì la Mobiliare Milanese della quale l'azienda di credito BPM ottenne l'intero capitale azionario di 600 milioni di lire. Previa autorizzazione della Banca d'Italia, la nuova società finanziaria deteneva il 26,5% dell'Agricola Milanese ed il 60% della Briantea. Nonostante le ottime presentazioni per il concludersi della fusione a tre, le resistenze interne della Popolare di Milano (le quali temevano di perdere lo status di cooperativa) e del patto di sindacato dell'Agricola Milanese, impedirono la fusione. Banca Popolare di Milano dovette aspettare il 1986 per riuscire a prendere il controllo dell'istituto agricolo di via Mazzini, con la prima OPA ostile del mondo bancario italiano. Offerta pubblica di acquisto che portò al controllo e poi alla completa fusione nel 1997.

#### La Banca Popolare Cooperativa Vogherese
Gli anni settanta rappresentarono per la Popolare di Milano un decennio di tentativi, per lo più falliti, di fusioni ed incorporazioni per la crescita del numero delle dipendenze. Dopo aver partecipato con successo alla nascita di istituti quali Centrobanca, Mediocredito Lombardo, Finanziaria Regionale Lombarda e Banca Italease (nel cui capitale rientrò solo nell'aprile 2005), la banca faticò ad acquisire nuove fette di mercato al di fuori della Lombardia.
Dopo i tentativi bloccati da Banca d'Italia di approdare, tramite acquisizioni, in Emilia, in Toscana e nelle Marche e gli insuccessi delle offerte alla Banca Popolare di Codogno (finita nelle mani di Banca Popolare Commercio e Industria, oggi UBI Banca) e alla Banca Popolare di Napoli (acquisita dalla Banca di Credito Popolare di Torre del Greco), la crisi della Banca Popolare Cooperativa Vogherese consentì all'istituto milanese di avanzare un'offerta di fusione che accolse i favori del commissario straordinario dell'azienda pavese.

#### Fine XX secolo
Gli ultimi vent'anni del XX secolo hanno visto l'affermarsi della vocazione interregionale del neonato gruppo Bipiemme. Prima di mettere a segno nuove acquisizioni in Italia, l'istituto popolare si affaccia per la prima volta all'attività estera, con gli uffici di rappresentanza aperti a Londra, New York e Francoforte. In territorio nazionale si procede con le acquisizioni della Banca Popolare di Bologna e Ferrara (1988), Banca Popolare di Apricena (1989) e Banca 2000 SpA, ex Ina Banca Marino SpA (1998). Grande interesse viene dato al settore dell'investimento, con il controllo di Banca Akros.
La Banca Popolare di Milano ha provveduto poi ad ampliare il proprio ventaglio di offerte, stringendo accordi con altre importanti società del settore parabancario, con la creazione di Selma Bipiemme Leasing SpA (in collaborazione con Mediobanca), Bipiemme Ras Vita (con RAS, divenuta poi Bipiemme Vita e rivenduta nel 2006 per il 46% a Fondiaria Sai), Bipiemme Immobili e molte altre attività direttamente o indirettamente connesse con il mondo creditizio.
È in questi anni, e più precisamente il 17 maggio 1994 che la Banca Popolare di Milano, precedentemente quotata al mercato ristretto, accede alla contrattazione continua di Borsa Italiana.
Nel 1998 è la prima banca italiana a fornire servizi di Migrant Banking.
Nel 1999 con Webank è una delle prime banche ad offrire una piattaforma online, che si è poi evoluta e trasformata nel 2009 in una banca retail vera e propria, che poi è stata fusa nella capogruppo nel 2014.

### L'inizio del terzo millennio
Gli anni 2000 si aprono con l'acquisizione di Banca di Legnano, ceduta il 25 giugno 2001 dall'allora Intesa BCI e portata in dote dalla Banca Commerciale Italiana durante la fusione del gruppo BCI con Intesa. La cessione riguardava il 55% del capitale, la maggioranza assoluta fu acquisita grazie ad un'OPA a 15,797 Euro per azione. Nel 2003 la Banca Popolare di Milano stringe un accordo di collaborazione e concambio di azioni con i francesi della Fondazione di Strasburgo del Crédit Mutuel, un accordo fortemente voluto dal presidente Mazzotta e che permette all'istituto meneghino di avere un importante partner quale il Crèdit Industriel et Commercial, banca parigina controllata dal gruppo Crédit Mutuel. In un'ottica di espansione nelle regioni nord occidentali e soprattutto in Piemonte, il gruppo Bipiemme acquisisce la Cassa di Risparmio di Alessandria (2004) e nello stesso anno procede all'assunzione del 20% del capitale della Cassa di Risparmio di Asti.
Nel 2007, dopo i falliti accordi del 2001 con Bipop (in mano a Capitalia) e Banca Popolare Italiana (ex Banca Popolare di Lodi, ormai unita al Banco Popolare di Verona e Novara), era stata diffusa la notizia di un bilaterale interessamento con la Banca Popolare dell'Emilia Romagna ma il progetto, che prevedeva la trasformazione delle due banche in SpA con una holding cooperativa a capo di esse, è stato bocciato con larga misura dal Consiglio di Amministrazione della banca.

### Gli anni della recessione globale
Il 16 settembre 2008, il giorno dopo il crack di Lehman Brothers (uno degli eventi simbolici collegati all'inizio della grande recessione), BPM ha diffuso un comunicato in cui rendeva noto che l'esposizione della banca nei confronti dell'istituto finanziario americano fallito era inferiore ai 10 milioni di euro. Pochi giorni dopo, il 23 settembre 2008, il consiglio d'amministrazione ha deliberato il lancio di un'opa volontaria totalitaria su Anima Sgr. L'opa conclusasi nel marzo del 2009 è stata seguita, nel novembre 2009 dall'integrazione tra Bipiemme Gestioni e Anima.
L'espansione del gruppo è poi continuata con l'acquisto, il 22 dicembre 2008, del 56,99% della Banca Popolare di Mantova dal Banco Popolare per 32,49 milioni di euro ed è poi proseguita nel febbraio 2009, quando BPM ha acquistato da Intesa SanPaolo la società di intermediazione titoli IntesaTrade per 45 milioni di euro e nel luglio 2009 la società è stata trasformata in WeTrade.
L'assemblea ordinaria e straordinaria che si è tenuta alla Fieramilanocity il 25 aprile 2009, alla presenza di 10 024 Soci (di cui 6 232 in proprio e 3 792 per delega), ha eletto Massimo Ponzellini presidente dell'istituto e approvato il bilancio d'esercizio dell'anno 2008.
Il 30 settembre 2009, BPM ha comunicato che Webank, fino a quel momento parte della banca, a partire dal 1º novembre 2009 sarebbe diventata una banca a sé pur rimanendo parte del gruppo.

### Dal 2010 al 2014
Il 25 febbraio 2010, BPM ha comunicato l'acquisizione dal Banco Popolare del 30% di Factorit spa per 51 milioni di euro. Factorit è una società di factoring che opera nell'ambito dell'anticipazione e incasso di crediti commerciali e nei servizi connessi, ed è partecipata inoltre da Banca Popolare di Sondrio (60,5%).
Il consiglio d'amministrazione del 23 marzo 2010 ha deliberato la cessione dell'attività di banca depositaria a Bnp Paribas generando una plusvalenza di circa 50 milioni di euro.
Col manifestarsi della Crisi economica della Grecia, pochi giorni dopo il declassamento dei titoli di stato ellenici da parte delle principali agenzie di rating, l'11 maggio 2010 BPM ha reso noto che la propria esposizione verso titoli di "paesi PIGS" è inferiore ai 22 milioni di euro.
Il 18 giugno 2010, la Banca d'Italia ha autorizzato BPM a riacquistare da Fondiaria Sai, per 113 milioni di euro, la partecipazione del 51% detenuta da Milano Assicurazioni in Bipiemme Vita.
Dopo il via libera della Banca d'Italia del novembre 2009, il 25 giugno 2010 BPM ha formalmente inaugurato ProFamily, una nuova società specializzata nel credito al consumo.
Il 20 luglio 2010, BPM ha comunicato di aver stipulato un accordo di alleanza con Monte dei Paschi di Siena e Clessidra Sgr per aggregare Anima Sgr a Prima Sgr e costituire un nuovo operatore indipendente nel risparmio gestito.
Il 4 agosto 2010 la società Bipiemme Vita ha costituito una nuova Compagnia Danni denominata Bipiemme Assicurazioni. Il 19 aprile 2011 BPM ha comunicato di aver raggiunto un accordo con la società di assicurazioni francese Covéa per la cessione dell'81% del capitale di Bipiemme Vita al prezzo di 243 milioni di euro.
Il 13 febbraio 2012 la Cassa di Risparmio di Alessandria è stata incorporata nella Banca di Legnano.
Il 14 settembre 2013 la Banca di Legnano è stata fusa per incorporazione in BPM.
Il 17 giugno 2014 il consiglio d'amministrazione di BPM e quello di Webank hanno approvato il progetto di fusione di Webank in BPM e il 23 novembre 2014 Webank diventa il canale online del Gruppo BPM.

### Banco BPM
Il 23 marzo 2016 viene siglato il protocollo d'intesa con il Banco Popolare (BP) per l'integrazione delle due banche cooperative ratificato dal consiglio di gestione del 24 maggio.
A giugno 2016 come previsto dagli accordi, avviene un aumento di capitale del Banco Popolare da un miliardo di euro.
Il 15 ottobre 2016 l'assemblea straordinaria dei soci ha approvato con il 71,79% dei soci intervenuti, la fusione con il Banco Popolare che è efficace dal 1º gennaio 2017 quando è nato il Banco BPM S.p.A. I rapporti di cambio sono stati determinati in un'azione del costituendo Banco BPM ogni azione del Banco Popolare e in un'azione del costituendo Banco BPM ogni 6,386 azione di BPM.
Visto che con la fusione la Banca Popolare di Milano da società cooperativa diventa una società per azioni è stato riconosciuto agli azionisti dissenzienti il diritto di recesso fissato in 0,4918 € per azione.

#### Banca Popolare di Milano S.p.A.
I 637 sportelli della banca, concentrati fortemente in Lombardia, Piemonte e Lazio, sono stati scorporati a favore della Banca Popolare di Mantova che ha adottato la nuova denominazione di Banca Popolare di Milano S.p.A. aggiungendo anche le sue 11 filiali e diventando una banca-rete controllata e soggetta alla direzione e coordinamento del Banco BPM. Entro un massimo di tre anni la società beneficiaria del conferimento sarà incorporata nella nuova capogruppo.
Ai 648 sportelli vanno aggiunti i 23 Centri Private ed il canale online Webank.
Il 26 novembre 2018 è stata fusa per incorporazione nel Banco BPM S.p.A. in anticipo rispetto ai tempi previsti al momento della fondazione del Banco Bpm. È prevista l'eliminazione delle forti sovrapposizioni delle filiali delle due reti, specialmente nel centro-nord.

## Quotazione in Borsa
BPM è stata quotata presso l'indice FTSE MIB della Borsa Italiana, il paniere che racchiude le azioni delle 40 principali società italiane, fino al 30 dicembre 2016, quando ha chiuso ad un prezzo di 0,3583 € per azione corrispondente ad una capitalizzazione di 1.574 milioni di euro.
Era l'ottava banca italiana nella classifica delle banche più capitalizzate quotate sulla borsa italiana. (aprile 2015)

## Ex azionisti di Banca Popolare di Milano
I principali azionisti, secondo i dati forniti dalla Consob erano e aggiornati all'8 gennaio 2016 erano:
- Athena Capital Sarl: 5,734%
- Norges Bank: 2,048%
- Standard Life Investments LTD: 2,021%
- Canada Pension Plan Investment Board: 2,013%
- Altri azionisti con meno del 2%: 88%

## L'ex Gruppo Banca Popolare di Milano

Logo dell'ex Gruppo Banca Popolare di Milano.

Il Gruppo Banca Popolare di Milano (abbreviato con BPM), che offriva i prodotti ed i servizi bancari, era composto da: Banca Popolare di Milano, Banca Popolare di Mantova, Banca Akros e da ProFamily.

### Ex società del gruppo
- Banca Popolare di Milano
- We@service[24], società di servizi online di Bipiemme che gestì per quasi 10 anni Webank (dal il 1º novembre 2009 Webank si trasforma in una banca autonoma, controllata da BPM).
Nel novembre 2009 Webank ha circa 80 000 clienti[25], con un patrimonio medio di 21 000 €[26].
Il 9 marzo 2010, il consiglio d'amministrazione di BPM approva la fusione per incorporazione della Società di Intermediazione Mobiliare WeTrade in Webank[27].
Il 17 giugno 2014, il consiglio d'amministrazione di BPM ed il Consiglio di Amministrazione di Webank approvano il progetto di fusione di Webank in BPM[28].
Il 23 novembre 2014 Webank diventa il canale online di BPM.
- Banca Popolare di Mantova
- Banca Akros
- ProFamily
È la società di credito al consumo dell'ex Gruppo Bipiemme che con le sue 40 filiali offre prestiti personali, servizi assicurativi, cessione del quinto e mutui.

### I presidenti della Banca Popolare di Milano
- Luigi Luzzatti (dal 1865 al 1870, poi presidente onorario fino al 1927)
- Lisiade Pedroni (dal 1870 al 1889)
- Massimiliano Gramizzi (dal 1890 al 1892)
- Alfonso Sanseverino Vimercati (dal 1892 al 1895)
- Emilio Turati (dal 1895 al 1900)
- Carlo Ottavio Cornaggia Medici (dal 1901 al 1910)
- Francesco Mira (dal 1911 al 1919)
- Filippo Meda (dal 1920 al 1927)
- Giuseppe Borgomaneri (dal 1928 al 1942)
- Mario Cunietti (dal 1943 al 1949)
- Cesare Merzagora (dal 1950 al 1952)
- Giovanni Battista Colombo (dal 1953 al 1955)
- Libero Lenti (dal 1956 al 1960)
- Domenico Barbero (dal 1961 al 1962)
- Ambrogio Gadola (dal 1963 al 1964)
- Guido Jarach (dal 1965 al 1970)
- Piero Schlesinger (dal 1971 al 1980 e poi dal 1983 al 1993)
- Luigi Frey (dal 1981 al 1982)
- Francesco Cesarini (dal 1994 al 1997)
- Paolo Bassi (dal 1998 al 2000)
- Roberto Mazzotta (dal 2001 al 2008)
- Massimo Ponzellini (dal 2009 al 2011)
- Filippo Annunziata (dal 2011 al 2013)
- Giuseppe Coppini (2013)
- Dino Piero Giarda (dal 2013 al 2016)
- Nicola Rossi (dal 2016 al 2017)

## L'ex Cooperativa
La Banca Popolare di Milano era una Società cooperativa a Responsabilità Limitata, il cui capitale era tenuto nelle mani di oltre 112 000 azionisti (di cui 55 500 soci). 
Ogni socio, così come previsto dall'art. 13 dello statuto della banca, poteva esprimere un solo voto indipendentemente dal numero di azioni possedute (il cosiddetto voto capitario). L'art. 11 dello statuto indicava che potevano diventare soci tutti gli azionisti che ricevevano il gradimento del Consiglio di amministrazione, dopo aver presentato domanda scritta. I soci avevano inoltre diritto ad una percentuale dell'utile lordo, così come previsto dall'art. 47 dello statuto della banca. Gran parte dei dipendenti della Banca Popolare di Milano erano soci della cooperativa e quindi partecipavano attivamente alla vita dell'istituto. I dipendenti avevano diritto al 5% dell'utile lordo.

### L'ex governance
Banca Popolare di Milano era una banca cooperativa che nel 2011 aveva adottato il modello di Governance cosiddetto “dualistico” così organizzato:
Assemblea dei Soci: eleggeva il Consiglio di Sorveglianza e veniva convocata almeno una volta all'anno.
Consiglio di Sorveglianza: oltre a nominare i componenti del Consiglio di Gestione, esercitava le funzioni di controllo sulla gestione operativa e approvava il bilancio.
Consiglio di Gestione: si occupava della gestione dell'impresa e della definizione delle linee strategiche, nominava il Top Management e individuava al suo interno un Consigliere Delegato, capo dell'esecutivo aziendale.

### Responsabilità sociale
In linea con le origini di banca cooperativa e con la propria missione, BPM si impegnava a valorizzare il risparmio delle famiglie e a sostenere con il credito lo sviluppo del sistema produttivo, ponendo attenzione alle esigenze di tutti i propri interlocutori e senza perdere di vista gli aspetti sociali e ambientali.
Nel corso del 2009 Banca Popolare di Milano si è dotata della Carta dei Valori e degli Impegni. Il documento si proponeva di diffondere la cultura dell'agire responsabile, rendendo espliciti i valori e i principi di comportamento che la Banca si impegnava a rispettare nella relazione con i propri stakeholder e ponendosi come riferimento valoriale e di indirizzo per i processi decisionali e le azioni quotidiane del personale che opera nel Gruppo, affinché siano coerenti con la cultura della Responsabilità Sociale d'Impresa.

#### Riconoscimenti
2011 - Premio ABI per l'innovazione nei servizi bancari per il "Fondo Nasko", iniziativa che permette alle mamme in difficoltà di ricevere un aiuto economico tra il periodo precedente il parto e quello successivo alla nascita del bambino. A Banca Popolare di Milano è stato assegnato il riconoscimento "Innovazione per la collettività: la banca di oggi per il mondo di domani" che premia i servizi che hanno portato benefici all'intera comunità.
Premio dei Premi - Premio Nazionale per l'Innovazione promosso dal Presidente del Consiglio dei Ministri, consegnato il 15 giugno alle tre banche vincitrici della prima edizione del premio ABI per l'innovazione nei servizi bancari, tra cui Banca popolare di Milano.
2010 - Premio Sodalitas Social Award - per il progetto "percorso di sviluppo per le capacità relazionali della popolazione IT". L'iniziativa è stata considerata meritevole di citazione in quanto fondata sui valori di centralità della persona, senso di responsabilità, rispetto della diversità.
2009 - Primo premio AIFIn "Banca e territorio" - categoria "Iniziative a tutela e protezione dell'ambiente" per il progetto di compensazione delle emissioni di CO2 che ha dato vita al Bosco BPM all'interno del Parco Nord Milano.
Premio Sodalitas Social Award - menzione speciale "Diversity" per il "Modello di gestione delle risorse diversamente abili" nell'ambito dei programmi volti alla valorizzazione del capitale umano per il servizio di supporto psicologico.
2008 - Premio Famiglia-Lavoro - nell'ambito del concorso indetto dalla Regione Lombardia e da ALTIS (Alta Scuola d'Impresa e Società) - categoria "Miglior programma di supporto alla genitorialità" per l'asilo nido aziendale "Il giardino di Bez".
2006 - Premio Sodalitas Social Award - categoria "Iniziative di finanza socialmente responsabile" per l'impegno in favore della clientela straniera.
WelcomeBank Award - promosso da Fondazione Cassa di Risparmio di Biella ed Etnica per l'impegno in favore della clientela straniera.

### Rating di Sostenibilità
L'agenzia europea di rating di sostenibilità Standard Ethics che ha monitorato dal 2001 le società maggiori della borsa italiana, dopo avere attribuito alla Banca il rating di "EE" negli anni precedenti, il 26 luglio 2012, attraverso l'ANSA, comunicò la momentanea sospensione della valutazione.

## Ex sedi

### Il Grattacielo Galfa
A metà degli anni settanta la crescita del personale impiegato in sede e la necessità di godere di grandi spazi per i sempre più sviluppati centri servizi, richiesero alla Banca Popolare di Milano un nuovo centro capace di rispondere alle maggiori esigenze interne. Si decise così di distinguere la storica sede centrale, sita tuttora in Piazza Meda dalla nascente sede operativa: la prima avrebbe ospitato la direzione generale, gli uffici del personale e altre attività focali, la seconda sarebbe stato il centro nevralgico della banca: il centro assegni, la direzione informatica e la maggior parte dei servizi sarebbero stati spostati nella nuova sede operativa.
La banca acquistò così uno dei migliori segni distintivi del boom economico e del miracolo italiano: la Torre Galfa, un palazzo di 31 piani per 109 metri di altezza, il terzo grattacielo Milanese, il quarto della Lombardia, tredicesimo in Italia. Finito di erigere nel 1959 seguendo i disegni tecnici dell'architetto Melchiorre Bega, il palazzo deve il suo nome all'incrocio delle vie dove sorge: via Galvani e via Fara.
Il grattacielo è stato poi venduto nel 2006 per 48 milioni di euro (con una plusvalenza per la banca di 25 milioni di euro) ed è stato così sostituito dal nuovo Centro Servizi di via Bezzi.

### Il Centro Servizi di via Bezzi
La Banca Popolare di Milano era da tempo alla ricerca di un'area, all'interno del comune di Milano, capace di ospitare la nuova sede operativa. Nel 1995 fu scelta l'ex base industriale di Farmitalia, un'area ormai dismessa che, una volta ristrutturata ed ampliata, avrebbe potuto ospitare gran parte degli uffici centrali della banca.
L'area si trova tra via Bezzi, via Massaua, via Fornari e via Marostica, quasi 5 ettari di terreno posto in un quartiere semi centrale di Milano.
Nel 1996, Bipiemme Immobili (azienda del gruppo) incaricò la società di progettazione General Planning di iniziare i lavori di risanamento e riqualificazione degli edifici già esistenti, senza apporre sostanziali modifiche al progetto originale. L'anno seguente il comune di Milano autorizzò Bipiemme Immobili alla ristrutturazione dell'area industriale e quattro anni dopo, nel 2001 la Banca Popolare di Milano poté iniziare ad usufruire del Centro Servizi: una struttura composta da tre edifici principali e uno di ingresso per un totale di 33.514 metri quadrati. Le capacità della struttura vennero poi raddoppiate negli anni seguenti e nel 2006 furono inaugurati quattro nuovi edifici. Le prime strutture vennero così rinominate Bezzi 1 e le nuove costruzioni Bezzi 2.
Se per Bezzi 1 fu sufficiente la concessione del Comune a riqualificare l'area industriale di Farmitalia, per Bezzi 2 fu necessario ottenere una nuova concessione, che permettesse l'edificazione di nuove strutture.

Banca Popolare di Milano scelse la strada della Concessione convenzionata, una modalità di accesso agevolata alle necessarie autorizzazioni che consentisse la costruzione dei nuovi edifici in cambio della realizzazione (e del conseguente mantenimento) di un parco pubblico di circa diecimila metri quadrati.

La zona, grazie all'apporto di BPM ha ricevuto nuova linfa vitale, che, come ha riportato lo stesso Presidente Mazzotta: 
(Banca Popolare di Milano e la sua Città - Il nuovo centro servizi BPM pag.7, di Silvia Lolli Gallowsky, Bolis Edizioni)

#### I numeri di "Bezzi"
L'area utilizzata dalla Banca Popolare di Milano per il proprio Centro Servizi copre 36 992 metri quadrati, oltre a 9159 m² dedicati al parco pubblico mantenuto dalla banca. Gli edifici si sviluppano su una superficie complessiva di 65 245 m².

## Galleria d'immagini

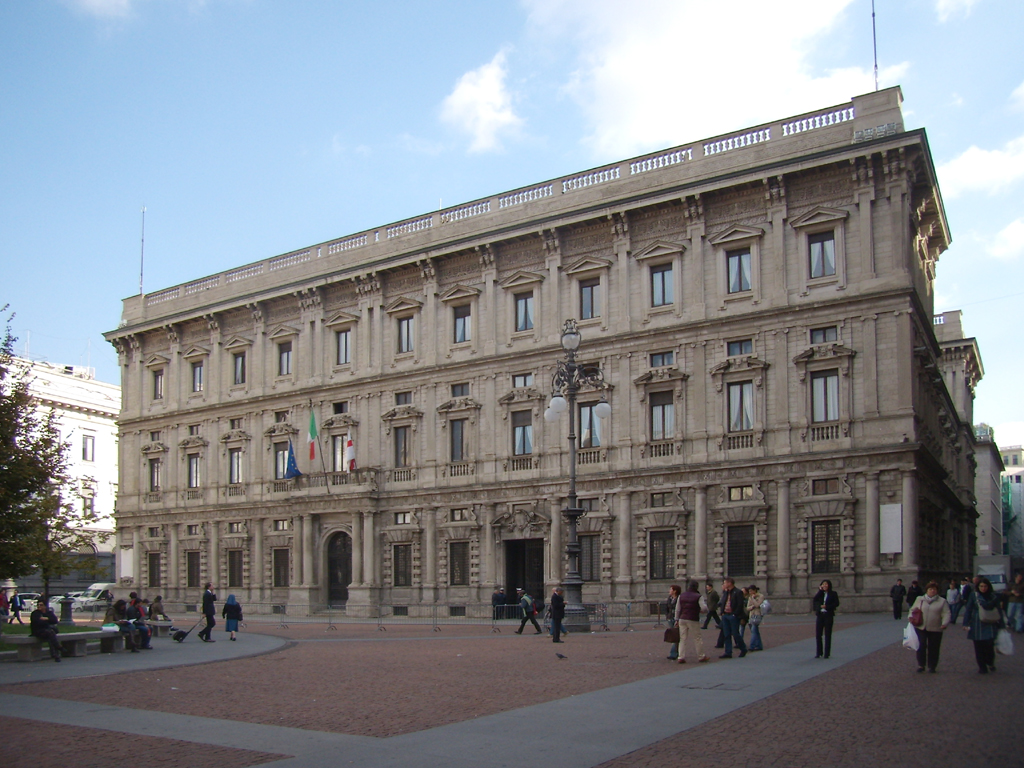
A Palazzo Marino (attuale sede del Comune di Milano) nel 1865 venne fondata BPM.
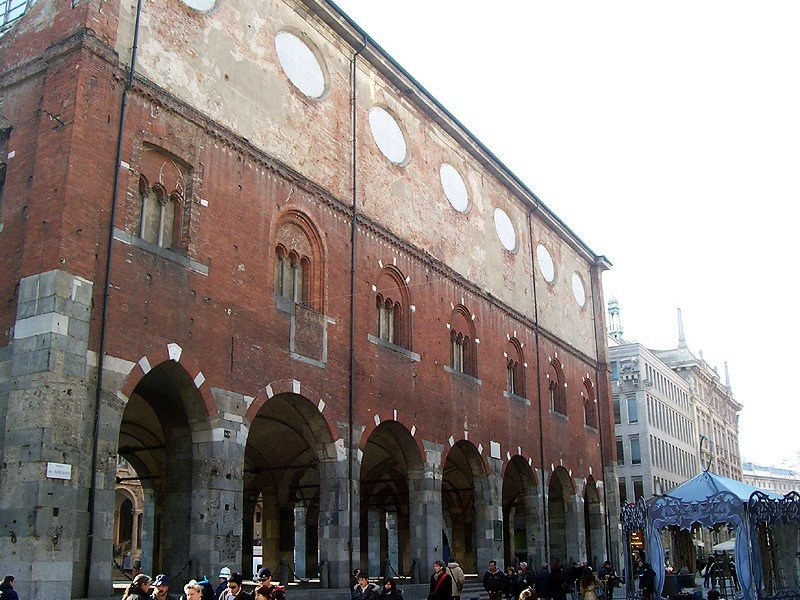
Palazzo della Ragione ha ospitato la prima sede della banca, dal 1866 al 1870.
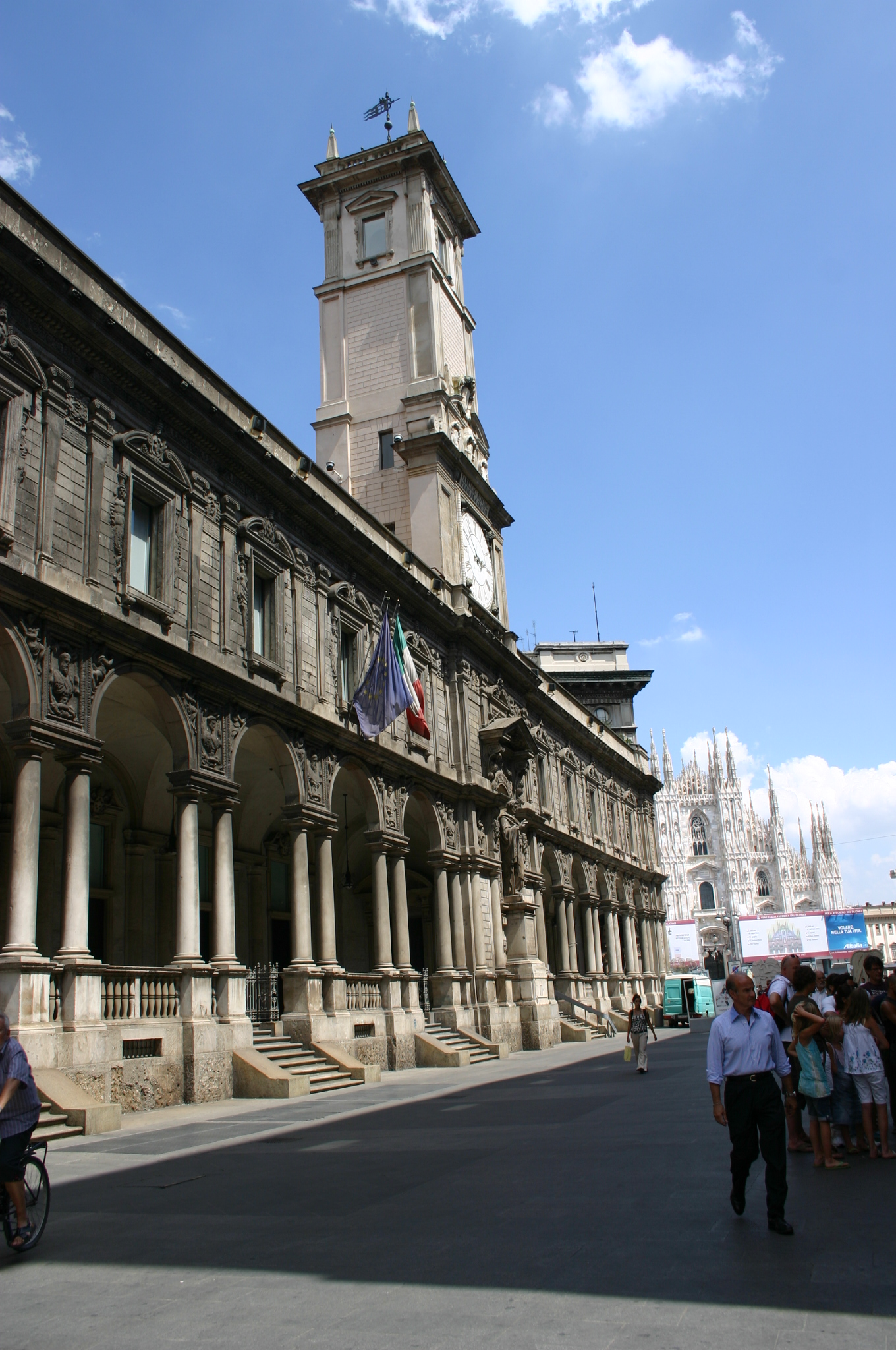
Palazzo dei Giureconsulti ha ospitato sede della BPM, dal 1870 al 1872.
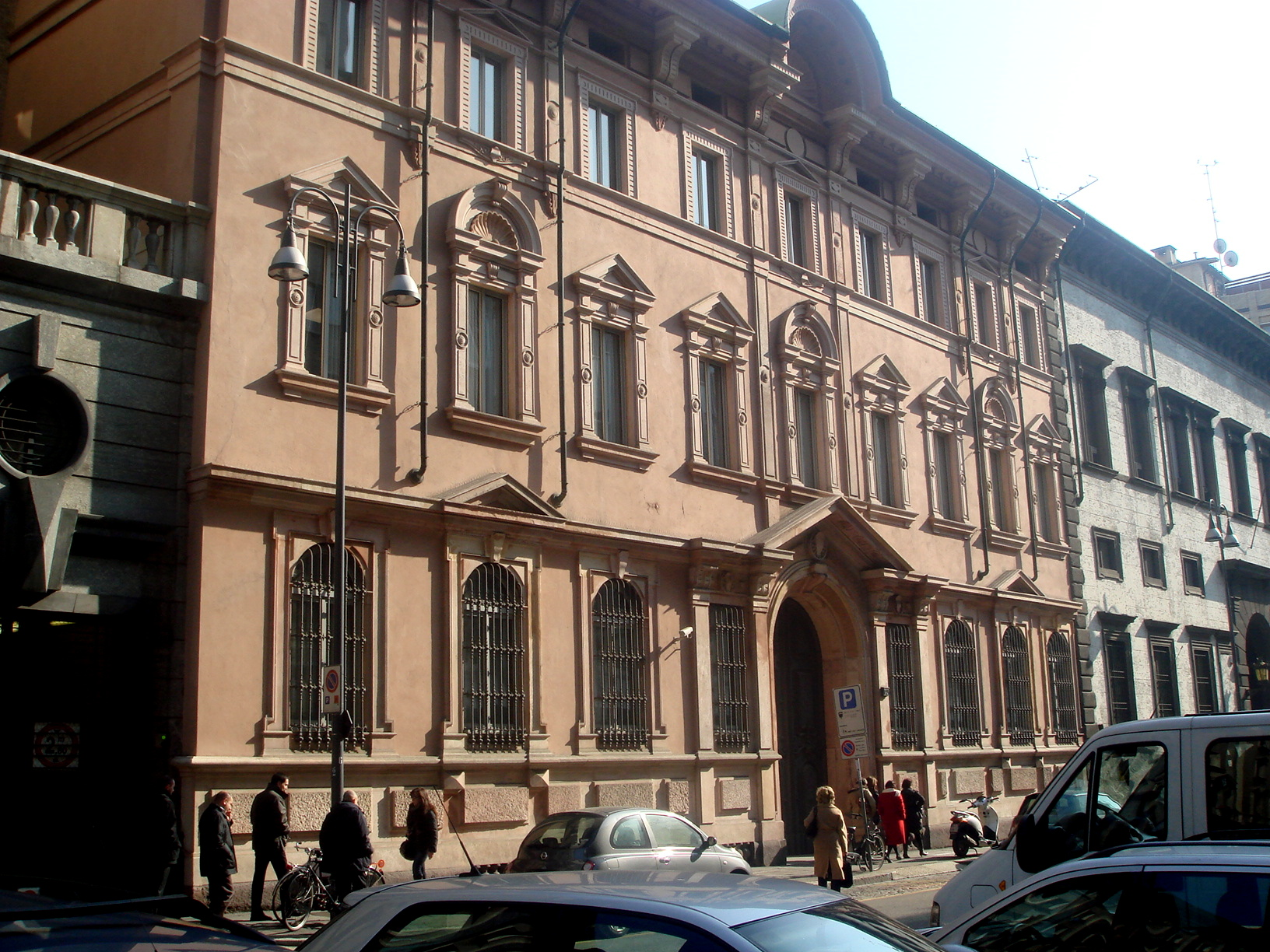
Palazzo Corio-Casati in Via S. Paolo è stato sede della banca dal 1872 al 1931.